# Alfred-Kerr-Darstellerpreis
Der Alfred-Kerr-Darstellerpreis ist ein Theaterpreis für deutschsprachige Nachwuchsschauspieler. Der Preis ist nach dem Berliner Theaterkritiker Alfred Kerr benannt. Er wird von der Alfred-Kerr-Stiftung im Rahmen des Berliner Theatertreffens verliehen und ist mit 5.000 Euro dotiert. Gestiftet wurde der Preis von den Kindern Alfred Kerrs, Judith und Michael, gemeinsam mit der Pressestiftung Tagesspiegel. Er soll an die große Tradition des Berliner Theaters anknüpfen und Impulse für die zukünftige Entwicklung geben.
Als Juror fungiert ein jährlich wechselnder, prominenter Theater-Künstler, der den Preisträger aus den Ensembles der zum Berliner Theatertreffen eingeladenen Inszenierungen wählt.
Der Alfred-Kerr-Darstellerpreis ist nicht zu verwechseln mit dem Alfred-Kerr-Preis, den das Börsenblatt für den Deutschen Buchhandel jährlich verleiht.

## Preisträger und Juroren
- 1991: Steffi Kühnert – Juror: Bernhard Minetti
- 1992: Torsten Ranft – Jurorin: Marianne Hoppe
- 1993: Daniel Morgenroth – Juror: Albert Hetterle
- 1994: Caroline Ebner – Jurorin: Käthe Reichel
- 1999: Johanna Wokalek – Jurorin: Angelica Domröse
- 2000: Kathrin Angerer – Juror: Udo Samel
- 2001: August Diehl – Juror: Walter Schmidinger
- 2002: Bettina Stucky – Jurorin: Elisabeth Trissenaar
- 2003: Fritzi Haberlandt – Juror: Ivan Nagel
- 2004: Devid Striesow – Juror: Ulrich Mühe
- 2005: Wiebke Puls – Juror: Ulrich Matthes
- 2006: Felix Goeser – Juror: Martin Wuttke
- 2007: Julischka Eichel – Jurorin: Martina Gedeck
- 2008: Niklas Kohrt – Juror: Gerd Wameling
- 2009: Kathleen Morgeneyer – Jurorin: Jutta Lampe
- 2010: Paul Herwig – Juror: Bruno Ganz
- 2011: Lina Beckmann – Jurorin: Eva Mattes
- 2012: Fabian Hinrichs – Jurorin: Nina Hoss
- 2013: Julia Häusermann – Juror: Thomas Thieme
- 2014: Valery Tscheplanowa – Jurorin: Edith Clever
- 2015: Gala Winter – Juror: Samuel Finzi
- 2016: Marcel Kohler – Jurorin:  Maren Eggert
- 2017: Michael Wächter – Jurorin:  Imogen Kogge
- 2018: Benny Claessens – Juror: Fabian Hinrichs
- 2019: Johannes Nussbaum – Juror: Franz Rogowski
- 2020/2021: keine Vergabe aufgrund der COVID-19-Pandemie[1]
- 2022: Samouil Stoyanov – Jurorin: Valery Tscheplanowa[2]
- 2023: Dominik Dos-Reis – Juror: Edgar Selge
- 2024: Nikita Buldyrski – Jurorin: Ursina Lardi[3]
- 2025: Carmen Steinert – Jurorin: Bettina Stucky[4]

## Belege
1. ↑  https://alfred-kerr.de
2. ↑  Samouil Stoyanov beim Theatertreffen ausgezeichnet, tagesspiegel.de, veröffentlicht und abgerufen am 22. Mai 2022.
3. ↑  Alfred-Kerr-Darstellerpreis für Nikita Buldyrski. In: Dpa-Meldung. 20. Mai 2024, abgerufen am 20. Mai 2024.
4. ↑  Alfred-Kerr-Darstellerpreis 2025 an Carmen Steinert. In: nachtkritik.de-Meldung. 18. Mai 2025, abgerufen am 18. Mai 2025.